# Am486
L'Am486 è un microprocessore x86 prodotto da AMD negli anni novanta, basato sul design dell'Intel 80486, introdotto sul mercato quasi quattro anni prima.

## Storia e caratteristiche

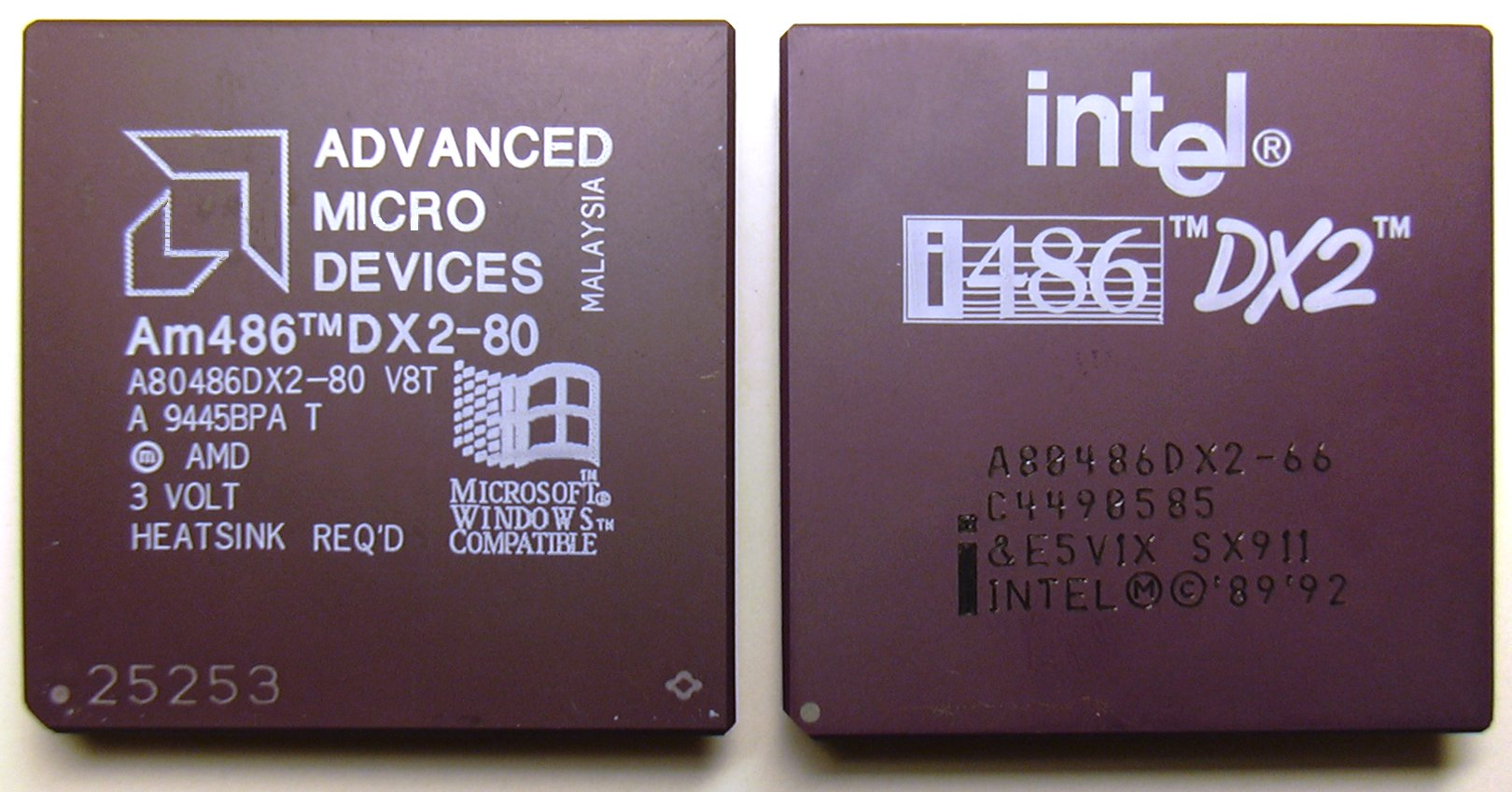
Un Am486 DX2 ed un Intel 486 DX2 a confronto

Inizialmente AMD mise in commercio una versione a 40 MHz allo stesso prezzo di quella a 33 MHz della Intel. I primi Am486 erano dei semplici derivati degli Intel, ma in seguito funzionavano a 3,3 V, contro i 5 V standard, rendendo impossibile l'upgrade immediato fino all'arrivo di adattatori prodotti da terze parti.
Mentre gli altri concorrenti x86, come Cyrix, avevano prestazioni inferiori rispetto ai processori Intel, gli AMD erano equivalenti a parità di clock.
Mentre il suo predecessore Am386 era stato usato da piccole compagnie, l'Am486DX, DX2m DX4 e SX2 furono usati da colossi come Acer e Compaq.
Gli esemplari più veloci di questi processori (DX4-120) erano superiori anche ai primi Pentium a 60 e 66 MHz. Mentre gli equivalenti Intel 80486DX4 erano costosi e richiedevano una modifica del socket, gli AMD erano economici. I 486DX4 di Intel avevano 16KiB di cache rispetto agli 8KiB di un Am486, e ciò garantiva loro prestazioni con picchi superiori a quelle degli AMD, ma gli Am486DX4-100 costavano meno di un Intel DX2-66. Differentemente da quanto supponibile, il moltiplicatore del FSB per i DX4 era 3; ad esempio il DX4-100 corrispondeva ad un FSB di 33 MHz moltiplicato 3 (100 era un arrotondamento).
Le versioni "Enhanced" erano dotate di cache "Write-Back", più performante della precedente versione "Write-Trough". Le ultime versioni Enhanced Am486 DX2-66, DX4-100 e DX4-120 disponevano di 16KiB di cache e garantivano prestazione allineate o superiori alle rispettive versioni Intel. In particolare, la versione a 120 MHz sfruttava il bus a 40 MHz. La maggior parte delle schede madri per non mandare in overclock il bus PCI (33 MHz) dividevano per due il bus del processore, quindi il bus PCI funzionava a soli 20 MHz limitando le prestazioni globali e della schede video. Altre schede madri invece non adottavano questa strategia e quindi il bus PCI funzionava a 40 MHz. Se la scheda video era di buona qualità funzionava senza problemi a questa velocità offrendo prestazioni superiori. Gli Enhanced Am486 DX4-120 montati su schede madri con CPU bus a 40 MHz e PCI bus a 40 MHz erano in grado di competere con i Pentium 75 costando una frazione rispetto a questi ultimi.
L'Am5x86 era invece un Am486 migliorato che arrivò fino ad una frequenza di 133 MHz, ottenuta quadruplicando il bus esterno di 33 MHz.
Le sue prestazioni sono simili ad un Pentium a 75 MHz nel calcolo sugli interi. In overclock questa CPU poteva spesso raggiungere i 160 MHz (40MHzx4) oppure 150 MHz (50MHzx3).